# Gibi ASMR
Gibi ASMR, de son vrai prénom Gina, née le 19 décembre 1994, est une youtubeuse américaine spécialisée dans l'ASMR, le cosplay et le gaming.

## Biographie
Gibi a fait des études de théâtre et de cinéma. Elle a obtenu une licence en 2017 à la School of Communication de la Northwestern University en sciences cinématographiques,.

## Carrière
Gibi découvre l'ASMR alors qu'elle est élève en classe de première. Souffrant d'anxiété et d'insomnie, elle découvre les méthodes de relaxations virtuelles sur youtube,.
Après avoir regardé et écouté des vidéos ASMR pendant plusieurs années, Gibi crée sa chaîne en juin 2016 en seconde année de fac. Cette chaîne est alors dédiée au cosplay et aux animes. Elle commence par la suite, des vidéos ASMR et des roleplay inspirés de la culture anime et manga,. Dès le début, Gibi avait l'intention de traiter la réalisation de vidéos comme un travail à plein temps, ce qui comprenait le retrait de son trimestre d'hiver de l'université pour se concentrer sur la production. Dans les six mois suivant l'obtention de son diplôme, elle gagnait suffisamment pour créer des vidéos à plein temps et, au bout d'un an, elle atteignait un million d'abonnés.
À la suggestion de son éditeur, Gibi a créé sa chaîne Twitch en 2017, sur laquelle elle diffuse de l'ASMR et joue à des jeux vidéo. En 2019, elle a animé une mini-série Web de Rooster Teeth intitulée Encounter Culture. 
Polydor Records a contacté Gibi en 2019 et lui a demandé si elle effectuerait une lecture ASMR de l'album de Billie Eilish, When We All Fall Asleep, Where Do We Go?. Gibi a enregistré le projet gratuitement. Depuis, son téléchargement a amassé plus de 3 millions de vues,. Cet été-là, Gibi a été embauchée pour jouer dans Reese The Movie: A Movie About Reese, un projet officiel ASMR de long métrage sur les tasses de beurre d'arachide de Reese.

## Accueil
Gibi est considérée comme l'une des meilleures créatrices ASMR de YouTube. Ses vidéos ont été recommandées par des auteurs pour Bustle, Den of Geek, Heavy.com et Insider. Écrivant pour le New York Times Magazine, Jamie Lauren Keiles a qualifié Gibi de "LeBron James des choses touchantes" et a écrit favorablement sur sa véritable personnalité en ligne.

## Vie privée
Gibi prend des précautions de confidentialité strictes pour le bien de ses amis et de sa famille,. Dans le passé, elle s'est abstenue de partager son statut relationnel ou sa ville de résidence. En 2019, Gibi a épousé son mari, Ben, qu'elle a rencontré à Northwestern et gère aujourd'hui ses affaires. Le couple a déménagé en janvier 2020, révélant que leur ancienne résidence se trouvait dans une banlieue de Chicago. En novembre 2020, Gibi a révélé s'appeler Gina.